# Un mercat de Calaf
Un mercat de Calaf és una joguina en dos actes, en vers, i en català del que ara es parla, original de Serafí Pitarra, pseudònim de Frederic Soler, estrenada al teatre de l'Odèon de Barcelona, la nit del 2 de desembre de 1865.

## Repartiment de l'estrena
- Marina: Francisca Soler.
- Magina: Fermina Vilches.
- Sr. Cosme: Lleó Fontova.
- Sr. Esteve: Ferran Puiguriguer.
- Eloi: Josep Clucellas.
- Conrat: Francesc Puig
- Sr. Tartamut: Bigorria
- Guerrer 1r, moros, guerrers, xicots, municipals i una dona amb un contrabaix.